# 拉鲁站
拉鲁站（法語：La Roue）是布鲁塞尔地铁5号线的车站，位于比利时布鲁塞尔首都大区安德莱赫特。

## 名称
该站得名于邻近的拉鲁街区。